# Сан-Фернандо (Чили)
Сан-Фернандо (исп. San Fernando) — город в Чили. Административный центр одноимённой коммуны и провинции Кольчагуа. Население — 49 519 человек (2002). Город и коммуна входят в состав провинции Кольчагуа и области Либертадор-Хенераль-Бернардо-О’Хиггинс.
Территория — 2 441 км². Численность населения — 73 973 жителя (2017). Плотность населения — 30,3 чел./км².

## Расположение
Город расположен в 52 км на юго-запад от административного центра области города Ранкагуа.
Коммуна граничит:
- на севере — c коммунами Мальоа, Ренго
- на востоке — с провинцией Мендоса (Аргентина)
- на юге — c коммуной Ромераль
- на юго-западе — c коммунами Тено, Чимбаронго
- на западе — c коммуной Пласилья
- на северо-западе — c коммуной Сан-Висенте-де-Тагуа

## Демография
Согласно сведениям, собранным в ходе переписи 2017 г  Национальным институтом статистики (INE),  население коммуны составляет:
| Полное население                          | Полное население                          | Полное население                          | Полное население                          | Полное население                          | 73 973 |
| ----------------------------------------- | ----------------------------------------- | ----------------------------------------- | ----------------------------------------- | ----------------------------------------- | ------ |
| в том числе:                              | Городское население                       | 63 712                                    | Процент городского населения, %           | 86,13                                     |        |
|                                           | Сельское население                        | 10 261                                    | Процент сельского населения, %            | 13,87                                     |        |
|                                           | Мужское население                         | 36 077                                    | Процент мужского населения, %             | 48,77                                     |        |
|                                           | Женское население                         | 37 896                                    | Процент женского населения, %             | 51,23                                     |        |
| Плотность населения, чел/км²              | Плотность населения, чел/км²              | Плотность населения, чел/км²              | Плотность населения, чел/км²              | Плотность населения, чел/км²              | 30,3   |
| Население коммуны в % к населению области | Население коммуны в % к населению области | Население коммуны в % к населению области | Население коммуны в % к населению области | Население коммуны в % к населению области | 8,09   |

| Динамика изменения населения коммуны | Динамика изменения населения коммуны | Динамика изменения населения коммуны | Динамика изменения населения коммуны |
| ------------------------------------ | ------------------------------------ | ------------------------------------ | ------------------------------------ |
| 1992                                 | 2002                                 | 2012                                 | 2017                                 |
| 56368                                | 63732▲                               | 73727▲                               | 73973▲                               |

### Важнейшие населенные пункты коммуны
- Сан-Фернандо (город) — 49519 жителей
- Ангостура (поселок) — 1617 жителей